# Ehretia densiflora
Ehretia densiflora är en strävbladig växtart som beskrevs av F. N. Wei och H. Q. Wen. Ehretia densiflora ingår i släktet Ehretia och familjen strävbladiga växter. Inga underarter finns listade i Catalogue of Life.